# Chrysotus lividiventris
Chrysotus lividiventris är en tvåvingeart som beskrevs av Becker 1924. Chrysotus lividiventris ingår i släktet Chrysotus och familjen styltflugor.
Artens utbredningsområde är Taiwan. Inga underarter finns listade i Catalogue of Life.